# Rudolf Koschelu
Rudolf Koschelu (* 1953 in Wien) ist ein österreichischer Wienerliedmusiker, Sänger und Dudler.

## Leben
Koschelu erlernte den Beruf des Malers und Anstreichers. Von seinem Vater, einem ebenfalls bekannten Wienerliedmusiker, lernte er die Kontragitarre und den Wienerliedgesang und erwarb sich rasch ein großes Repertoire. Bald war er in verschiedenen Ensembles eingebunden, die vorwiegend bei Wiener Heurigen spielten.
1978 entschloss er sich, Berufsmusiker zu werden. Gemeinsam mit dem Akkordeonisten Alfred Gradinger gründete er das Duo „Weana Spatz’n“. Im gleichzeitig entstandenen „Weana Spatz'n-Klub“ spielen sie seit den 1980er Jahren monatlich vor großem Publikum; früher im Herrgott aus Sta', später im Schutzhaus Weidäcker. Daneben spielte er bei den „Vindobona-Schrammeln“ und beim „Vienna Trio“ und trat regelmäßig mit verschiedenen Musikern wie Herbert Bäuml, Thomas Hojsa, Marie-Theres Stickler oder Karl Hodina auf, mit dem er auch die CD „Herrgott aus Sta'“ eingespielt hat. Mit Herbert Bäuml und Franz Horacek nahm er die CD „Echt Wien“ auf, zu der sie den Schriftsteller Gerhard Blaboll als Texter gewinnen konnten. Daneben war Koschelu auch der jahrzehntelange musikalische Begleiter des Wienerliedsängers Kurt Girk.
Zahlreiche Auftritte bei Wienerlied- und Schrammelmusikfesten, im Rundfunk und Fernsehen zeugen von seiner regen musikalischen Tätigkeit. Ein umfangreiches Gesangs- und Textrepertoire sowie die Fähigkeit, zwei- (die sogenannte „Terz“) bisweilen auch dreistimmig in jeder Stimmlage zu singen, zeichnen Koschelu aus. Als einer der wenigen beherrscht er auch das Dudeln, die eigenständige Wiener Art des Jodelns, auf die er sich in den vergangenen Jahren spezialisiert hat. 2015 wurde er mit dem Goldenen Verdienstzeichen der Stadt Wien ausgezeichnet.